# ISOC
Az Internet Society (ISOC) egy egyesült államokbeli nonprofit szervezet, amelyet 1992-ben alapítottak, hogy vezető szerepet töltsön be az internettel kapcsolatos szabványok, oktatás, hozzáférés és politika területén. Feladata "az internet nyílt fejlesztésének, fejlődésének és használatának előmozdítása a világ minden emberének érdekében". Irodái vannak az egyesült államokbeli virginiai Restonban és a svájci Genfben. 
1991-ben lejárt a National Science Foundation (NSF) szerződése a CNRI-vel (Corporation for National Research Initiatives) az Internet Engineering Task Force (IETF) működtetésére. Az akkori Internet Activities Board (IAB) egy nonprofit intézmény létrehozására törekedett, amely átveheti ezt a szerepet. 1992-ben Vint Cerf, Bob Kahn és Lyman Chapin bejelentették az ISOC megalakulását, mint olyan "szakmai szervezetet, amely megkönnyíti, támogatja és elősegíti az internet mint globális kutatási kommunikációs infrastruktúra fejlődését és növekedését", és amely magában foglalja az Internet Architecture Board (IAB), az Internet Engineering Task Force (IETF) és az Internet Research Task Force (IRTF) funkcióit, valamint megszervezi az éves INET-konferenciákat. Ezt a megállapodást az RFC 1602 formalizálta 1993-ban.  
Az ISOC "chapter"-nek nevezett lokális alszervezetekből, szervezeti tagokból és 2020 júliusától több mint 70 000 egyéni tagból áll. Az ISOC több mint 100 alkalmazottal rendelkezik, és a kuratórium irányítja, amelynek tagjait a társaság alszervezetei, a szervezet tagjai és az IETF nevezik ki vagy választják meg. Az IETF az ISOC önkéntes szakértői bázisát alkotja.    

## Fordítás
Ez a szócikk részben vagy egészben  az   Internet Society című angol Wikipédia-szócikk ezen változatának fordításán alapul.  Az eredeti cikk szerkesztőit annak laptörténete sorolja fel. Ez a jelzés csupán a megfogalmazás eredetét és a szerzői jogokat jelzi, nem szolgál a cikkben szereplő információk forrásmegjelöléseként.